# Хумата (спирка)
„Хумата“ е железопътна спирка в землището на село Ракита, Луковитско.
Разположена е на железопътната линия София – Варна, в близост до Републикански път I-3 извън самото село Ракита и недалеч от село Радомирци.
На 29 април 1946 година близо до „Хумата“ става тежка железопътна катастрофа, при която загиват 21 души.